# Гюнтер XL (Шварцбург)
Гюнтер XL фон Шварцбург (на немски: Günther XL von Schwarzburg, „der Reiche“, „der mit dem fetten Maule“, * 31 октомври 1499 в Зондерсхаузен, † 10 ноември 1552 в Герен), наричан Богатия или „този с мазната уста“, е управляващ граф на Шварцбург.
Гюнтер е най-възрастният син на граф Хайнрих XXI фон Шварцбург-Бланкенбург (1473 – 1526) и първата му съпруга Магдалена фон Хонщайн (1480 – 1504), най-възрастната дъщеря на граф Ернст IV фон Хонщайн-Клетенберг († 1508) и първата му съпруга Маргарета фон Ройс-Гера.
Постепенно Гюнтер обединява всички владения на Шварцбургите с изключение на господството Лойтенберг. През 1533 г. той построява ренесансов дворец в Зондерсхаузен. Графът въвежда протестантството в страната си и участва в Шмалкалдийската война против император Карл V.
След смъртта му на 10 ноември 1552 г. четиримата синове на Гюнтер започват да управляват заедно, но през 1571 г. е извършена подялба на графството.

## Деца
На 29 ноември 1528 граф Гюнтер XL се жени за графиня Елизабет фон Изенбург-Бюдинген-Келстербах († 14 май 1572), дъщеря на граф Филип фон Изенбург-Бюдинген-Ронебург и графиня Амалия фон Ринек. Те имат децата:
- Гюнтер XLI (1529 – 1583), граф на Шварцбург-Арнщат, ∞ 1560 за Катарина фон Насау-Диленбург (1542 – 1624)
- Магдалена (1530 – 1565), ∞ 1552 граф Йохан Албрехт VI фон Мансфелд цу Арнщайн (1522 – 1586)
- Амалия (1531 – 1543)
- Йохан Гюнтер I (1532 – 1586), граф на Шварцбург-Зондерсхаузен, ∞ 1566 за Анна фон Олденбург (1539 – 1579)
- Вилхелм I (1534 – 1597), граф на Шварцбург-Франкенхаузен, ∞ I. 1567 за Елизабет фон Шлик († 1590), II. 1593 за Клара фон Брауншвайг-Люнебург (1571 – 1658), бездетен
- Филип (1536 – 1536)
- Албрехт VII (1537 – 1605), граф на Шварцбург-Рудолщат, 1575 за Юлиана фон Насау-Диленбург (1546 – 1588); II. 1591 за Албертина Елизабет фон Лайнинген-Вестербург (1568 – 1617)
- Ото Хайнрих (1538 – 1539)
- Анна Сибила (1540 – 1578), ∞ 1571 граф Лудвиг III фон Изенбург-Бюдинген-Бирщайн (1529 – 1588)
- Елизабет (1541 – 1612), ∞ 1576 граф Йохан VII (XVI) фон Олденбург (1540 – 1603)